# RMS Queen Mary
El RMS Queen Mary es un transatlántico británico, actualmente retirado, que prestó servicio principalmente en la travesía del Atlántico entre 1936 y 1967 para la empresa naviera Cunard Line. Construido por los astilleros escoceses de John Brown & Company, fue diseñado para ser el primero de los dos buques que Cunard había previsto para el servicio exprés en la ruta entre Southampton y Nueva York, en respuesta a los grandes navíos europeos de finales de la década de 1920 y principios de los años 1930. Fue el buque insignia de la empresa desde mayo de 1936 hasta marzo de 1940, cuando su buque gemelo, el RMS Queen Elizabeth, entró en servicio.
El Queen Mary realizó su viaje inaugural el 27 de mayo de 1936 y en agosto de aquel año se hizo con la preciada «Banda Azul», que premiaba al barco que realizara la ruta transoceánica más rápida. En 1937, perdió dicho título ante el navío francés SS Normandie, aunque logró recapturarlo en 1938, ostentándolo hasta 1952, cuando su récord de velocidad fue superado por el SS United States. 
Tanto el Queen Mary como el Queen Elizabeth fueron reconvertidos y utilizados para el transporte de tropas durante la Segunda Guerra Mundial. Sus altas velocidades les permitían escapar de los submarinos alemanes, haciendo que Hitler incluso ofreciera recompensas por el hundimiento de ambos navíos.
Tras la guerra, el Queen Mary fue reacondicionado para su regreso al servicio civil y, junto al Queen Elizabeth, dominaron el mercado del servicio de pasajeros en el Atlántico, para el que habían sido inicialmente concebidos, hasta que el creciente auge de los aviones a reacción, a finales de los años 1950, marcaron el declive del transporte marítimo. A mediados de la siguiente década, el Queen Mary había envejecido notablemante y, aunque todavía se trataba de uno de los transatlánticos más populares, operaba con pérdidas.
Tras varios años de paulatina disminución de ingresos, Cunard retiró el buque del servicio en 1967, dejando el puerto de Southampton por última vez el 31 de octubre de ese año, navegando hacia Long Beach, California, donde permanece en la actualidad, anclado de forma permanente a los muelles. La mayor parte de la maquinaria, incluyendo una de las dos salas de máquinas, tres de las cuatro hélices y todas las calderas, fueron retiradas. Actualmente funciona como atracción turística, albergando un museo, un hotel y restaurantes.
El Queen Mary figura en la lista del Registro Nacional de Lugares Históricos de los Estados Unidos, y también, la Asociación Nacional para la Preservación Histórica lo ha incluido como uno de los hoteles históricos del país.

## Construcción y diseño

### Construcción
Los nuevos transatlánticos alemanes Bremen y Europa fueron introducidos en el servicio transoceánico a finales de la década de 1920, y el Reino Unido no quería quedar relegado frente a la nueva competencia. Para no quedarse atrás, la White Star Line comenzó, en 1928, la construcción de un gran transatlántico de 300 m de eslora, el RMMV Oceanic. La Cunard Line, igualmente comenzó a planear también un nuevo barco de similar tamaño, de 310 m y 81 000 toneladas de desplazamiento.

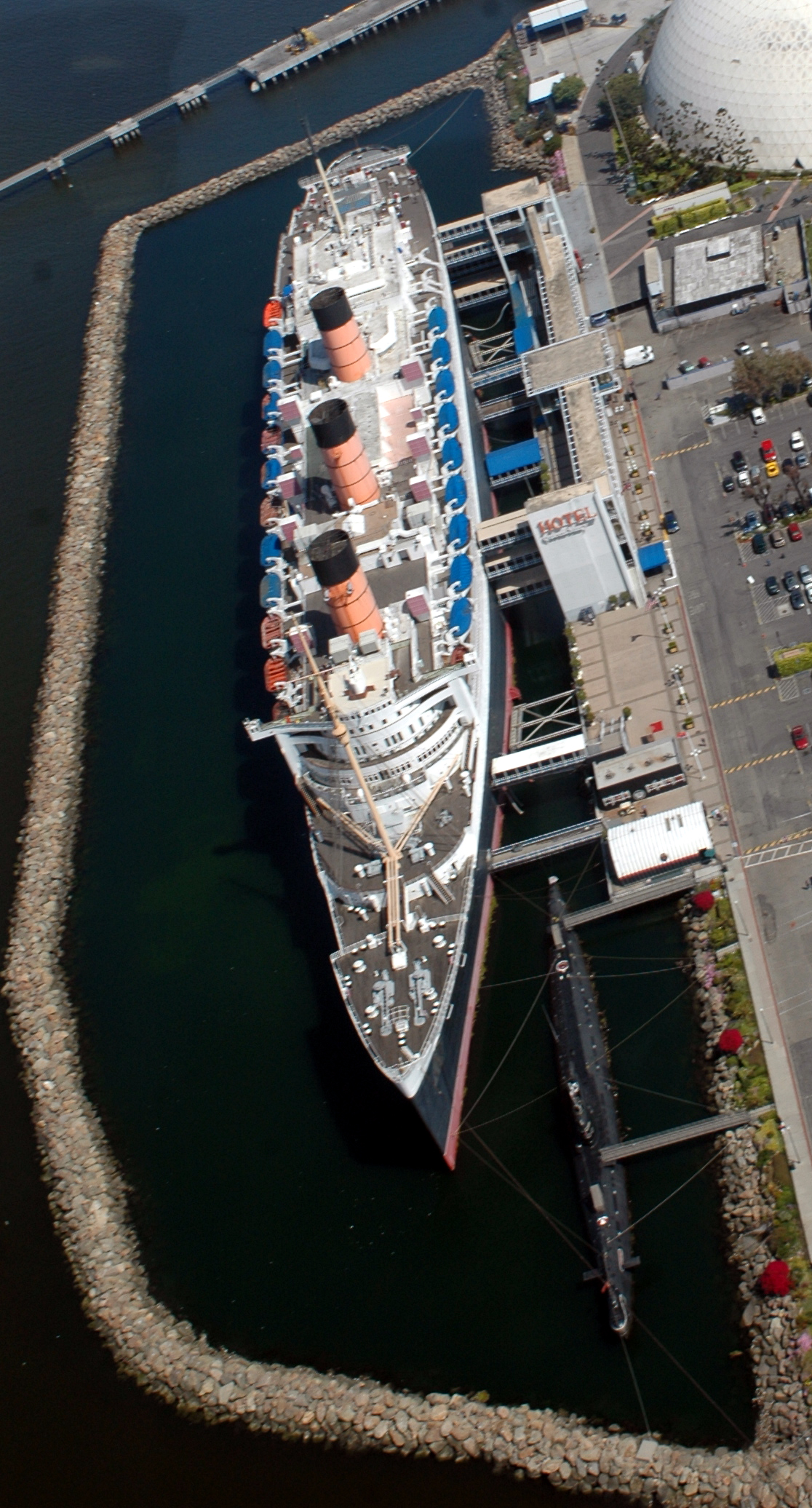
Vista aérea del Queen Mary, en 2008

La construcción de dicho barco, conocido entonces únicamente con el número 534, fue anunciada en abril de 1929 y su quilla fue puesta un año después, el 1 de diciembre de 1930, en los astilleros navales de John Brown & Company, ubicados en Clydebank (Escocia), en las orillas del río Clyde. La botadura se planificó para mayo de 1932. Pero los trabajos fueron paralizados a finales de 1931, debido a los estragos económicos derivados de la Gran Depresión, que afectaron a todas las compañías navieras; por lo que Cunard solicitó al gobierno británico un crédito para completar el navío. El crédito fue concedido, proporcionando 9 500 000 £, suficiente dinero para la finalización del casco 534 y para construir un barco gemelo, el casco n.º 552, que se convertiría en el Queen Elizabeth.
Una de las condiciones del crédito consistía en que Cunard se fusionara con su principal rival, la White Star Line, quien se había visto forzada a abandonar la construcción del Oceanic debido a la situación económica de la época. Ambas navieras aceptaron y la fusión se culminó el 10 de mayo de 1934. Las obras se reanudaron en abril de 1934, el casco fue terminado en agosto y el 26 de septiembre de 1934, finalmente el Queen Mary fue botado al agua. Su construcción había tomado tres años y medio, con un coste de 3 500 000 £. La mayor parte de los interiores fueron diseñados y construidos por Bromsgrove Guild.
El buque fue completado en marzo de 1936, realizando las primeras pruebas de navegación en el mar entre el río Clyde (cerca de Glasgow) y Arran, de ahí fue llevado a Southampton donde atracó para completar los acabados y fue entregado a Cunard White Star el 11 de mayo de ese año. 
El barco fue bautizado en honor de la reina reina María, consorte de Jorge V del Reino Unido, que asistió a la ceremonia de botadura en 1934. Hasta su lanzamiento, el nombre fue mantenido en secreto. Una leyenda bastante extendida afirmaba que la empresa pretendía llamar al barco Queen Victoria, manteniendo así la tradición de Cunard de utilizar el sufijo "-ia" en los nombres de sus buques, pero cuando los representantes de la compañía pidieron permiso al rey para bautizar al navío en honor de la "mejor reina" de Gran Bretaña, este respondió que su esposa estaría encantada. Por lo que, de acuerdo a la leyenda, la delegación no tuvo otra opción que bautizar al barco como Queen Mary.
Esta historia, no obstante, fue negada por fuentes oficiales de la compañía. Tradicionalmente solo se habían empleado nombres de soberanos para buques insignia de la Royal Navy. Cierto apoyo a la leyenda provino del editor del Washington Post Felix Morley, que navegó como invitado de la Cunard White Star Line en el viaje inaugural del Queen Mary, en 1936. En su autobiografía For the Record, publicada en 1979, Morley escribió que durante la travesía compartió mesa con el presidente de la naviera, Sir Percy Bates quien le contó la historia "bajo la condición de que no la divulgara por escrito" mientras él viviera. El nombre también podría haber surgido como un acuerdo entre Cunard y White Star, ya que estas utilizaban sus propios sufijos para nombrar a sus barcos, la terminación "-ic" la utilizaba la White Star Line e "-ia" la Cunard Line.
El nombre ya era usado por el vapor TS Queen Mary, por lo que la Cunard White Star alcanzó un acuerdo con sus propietarios para renombrarlo como Queen Mary II.

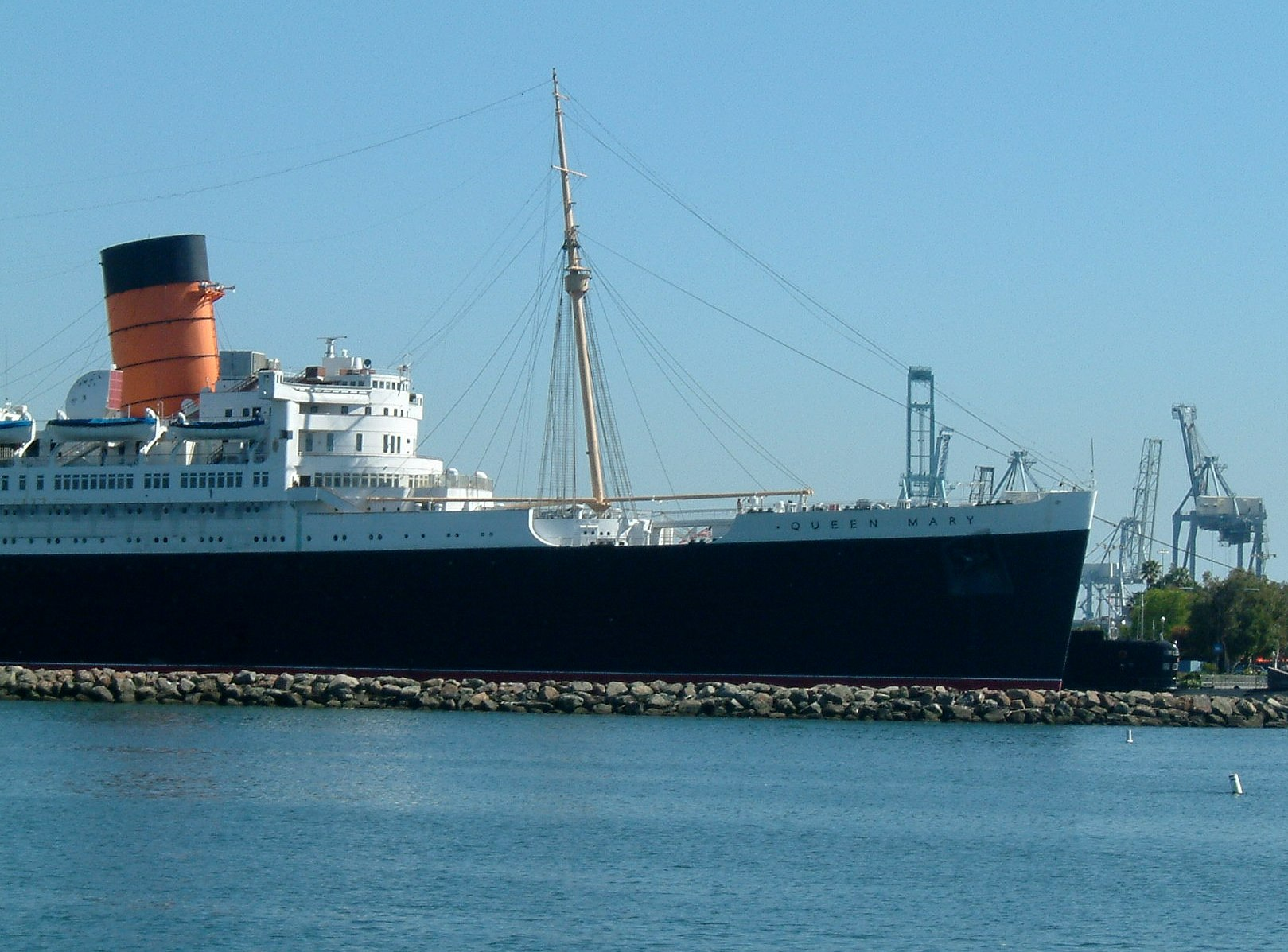
Vista de la proa

### Diseño
El Queen Mary contaba con una eslora de 310,7 m y una manga de 36,12 m. Desplazaba un total de 100 000 toneladas de registro bruto, y era propulsado por 16 turbinas de vapor que generaban 160 000 CV en sus cuatro ejes, lo que le proporcionaba una velocidad de 30 nudos. La embarcación contaba con 776 camarotes de primera clase, 784 de clase cabina y 579 de clase turista.
Durante el primer año de su carrera, el buque resultó ser criticado por su diseño exterior, ya que era muy tradicional en comparación con su rival francés, el SS Normandie, ya que este poseía una proa que exhibía líneas redondeadas y muy modernas. Todo, a excepción de su popa, confería al Queen Mary el aspecto de una versión más grande de sus barcos predecesores. No obstante, pese a estas críticas, demostró ser más popular que el Normandie.
El navío fue pintado con los colores exteriores siempre empleados por la Cunard Line. 

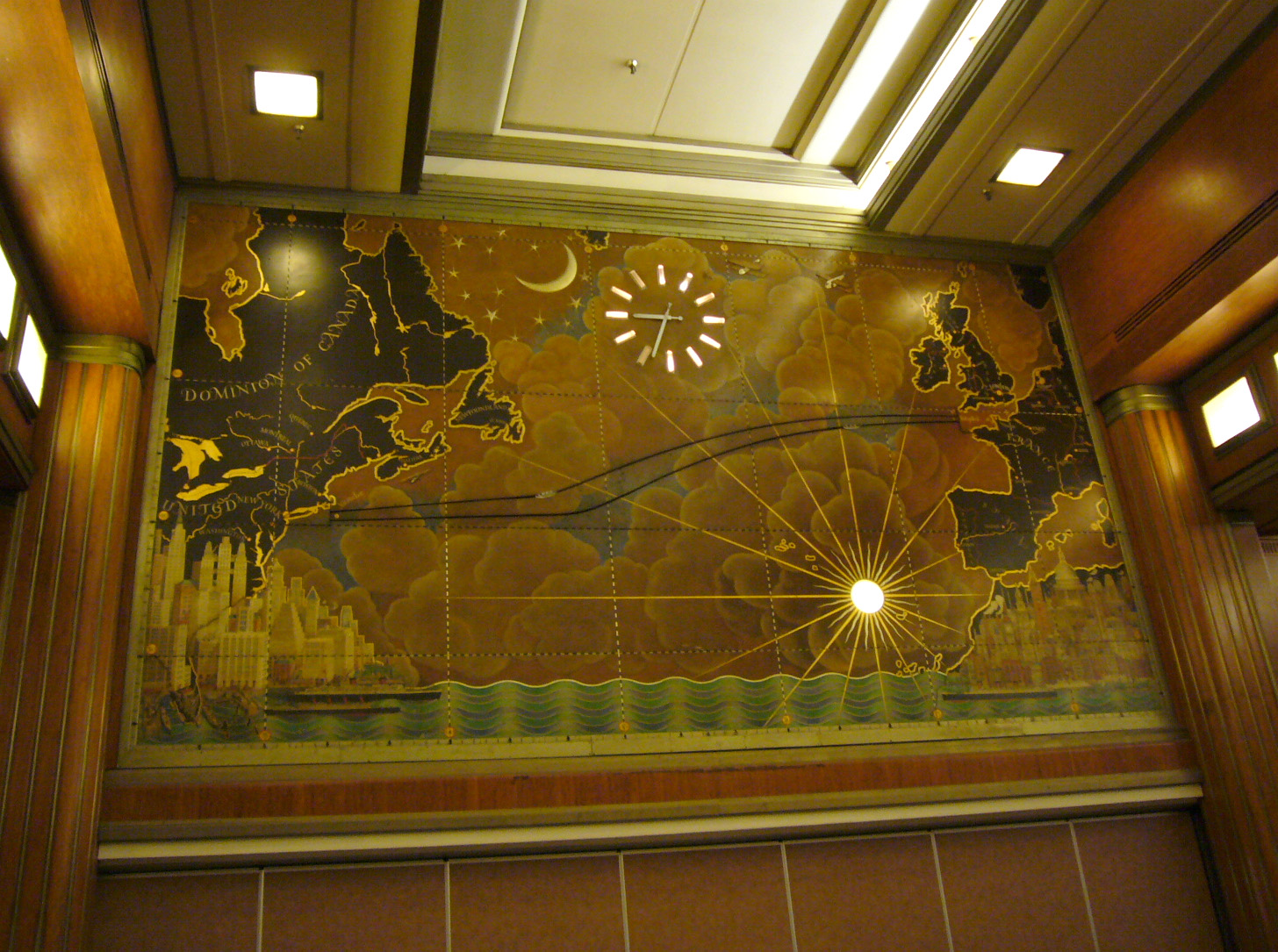
El mapa ubicado en el comedor de primera clase

#### Interior
Su diseño interior fue en su mayoría de estilo Art déco, lo que lo hacía ver más conservador y sobrio a diferencia de su rival francés. 
Muchos de los espacios interiores fueron diseñados y construidos por la compañía Bromsgrove Guild.
El Queen Mary disponía de tres clases para el alojamiento de pasajeros, primera clase, clase cabina y clase turista. Los servicios a bordo variaban según la clase donde se viajara. La primera clase ofrecía el mayor espacio y lujo. Entre los servicios disponibles a bordo, se encontraban dos piscinas cubiertas (una para primera clase y otra para clase cabina), salón de belleza, biblioteca, una zona de juegos para niños, cuatro canchas de pádel al aire libre, salón de baile, restaurantes, sinagoga, ascensores, perrera y galerías, entre otras instalaciones.
La estancia más grande era el salón comedor de primera clase (conocido también como Grand Salon), que abarcaba tres cubiertas de altura. Las instalaciones de la piscina de primera clase también ocupaban más de dos cubiertas de altura.
En el salón comedor de primera clase se ubicaba un gran mapa que mostraba la travesía del Atlántico, con dos rutas en él, uno que simbolizaba la ruta durante el invierno/primavera (más al sur para evitar icebergs) y la utilizada durante el período de verano/otoño. Durante las travesías, un modelo a escala motorizado del Queen Mary indicaba el progreso del barco en la ruta.

## Historia

### Viaje inaugural y primeros años

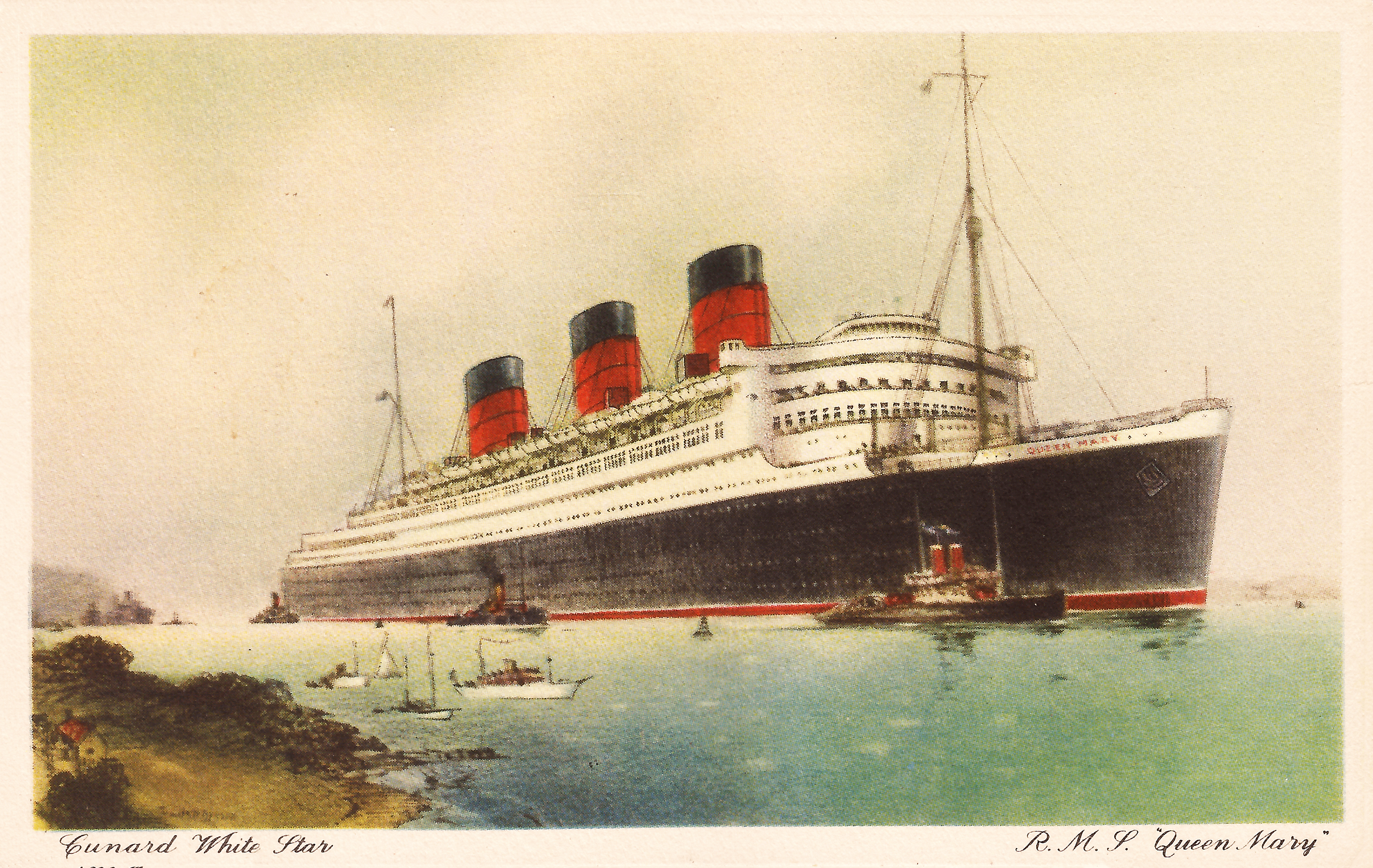
Cartel publicitario del Queen Mary lanzado por la Cunard White Star Line

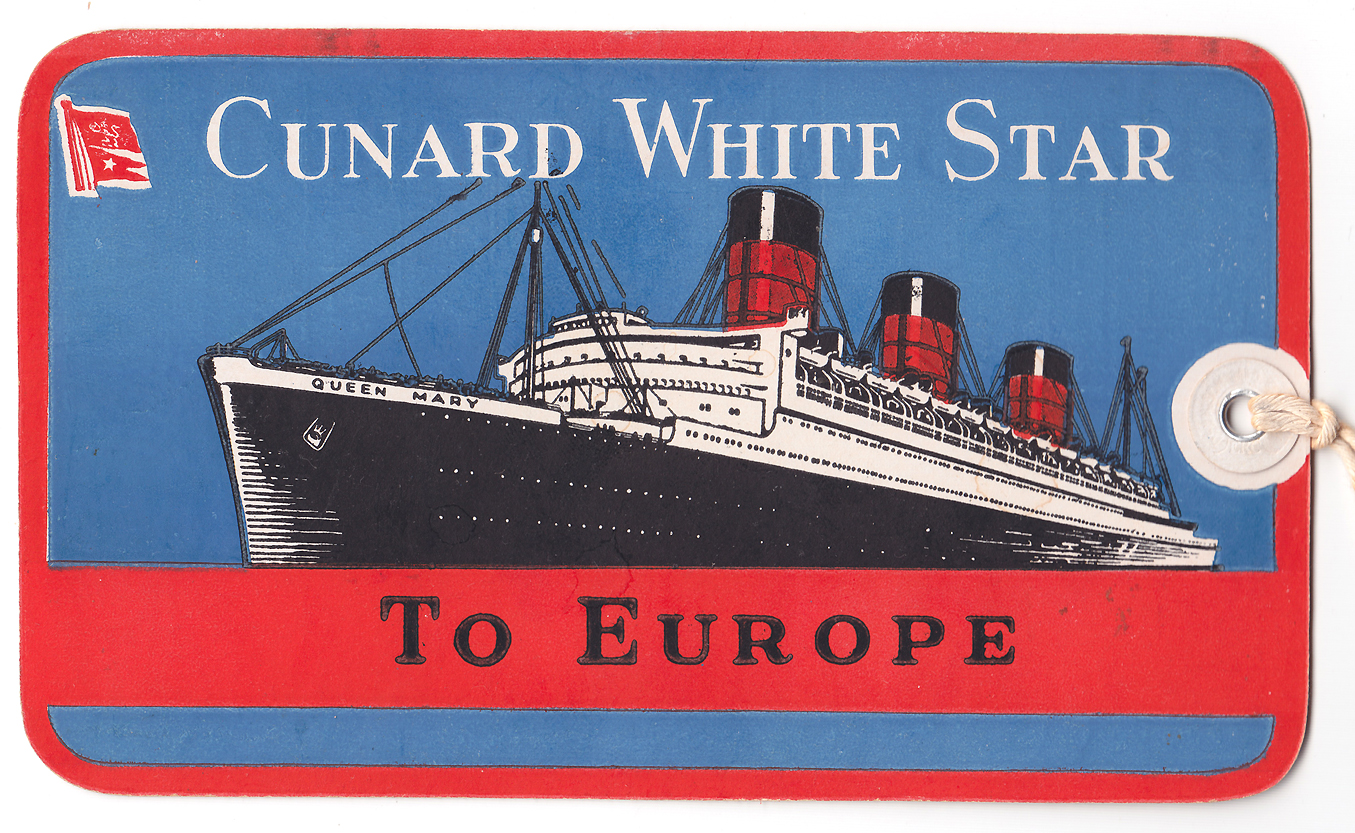
Etiqueta para facturación de equipajes del Queen Mary

El primer viaje de prueba fue programado para el 14 de mayo de 1936 y después, su viaje inaugural, cubriendo la ruta entre Southampton y Nueva York, fue programado para el 27 de mayo. En dicho viaje, estuvo comandado por el capitán Sir Edgar T. Britten, navegando a altas velocidades durante la mayor parte de su primer viaje hacia EE. UU., hasta que, en el último día de ruta, el mal tiempo reinante lo obligó a reducir su velocidad, lo cual le impidió batir el récord impuesto anteriormente por el Normandie, pese a lo que se creía entonces.
Tras regresar de Nueva York, el Queen Mary permaneció en dique seco durante el mes de julio para someterse a modificaciones, en las que sus turbinas fueron reajustadas, así como los ejes de sus cuatro hélices. Al reincorporarse al servicio regular en el Atlántico, el buque logró superar el récord de velocidad y arrebatarle la Banda Azul a su rival francés con una velocidad media de 30,99 nudos (57,39 km/h) hacia Norteamérica y 31,69 nudos en dirección a Gran Bretaña.
En mayo de 1937, tras llevar solo un año en servicio, el Queen Mary había transportado a un total de 56 895 pasajeros. En agosto de 1938, consiguió recapturar la Banda Azul, la cual había recuperado el Normandie durante el año anterior. Tras conseguir el premio por segunda vez, el buque estableció un nuevo récord de velocidad en las rutas transoceánicas en sentido este y oeste, lo que le permitió conservar la distinción del barco más rápido del mundo, hasta que el SS United States entró en servicio en 1952.

### Segunda Guerra Mundial

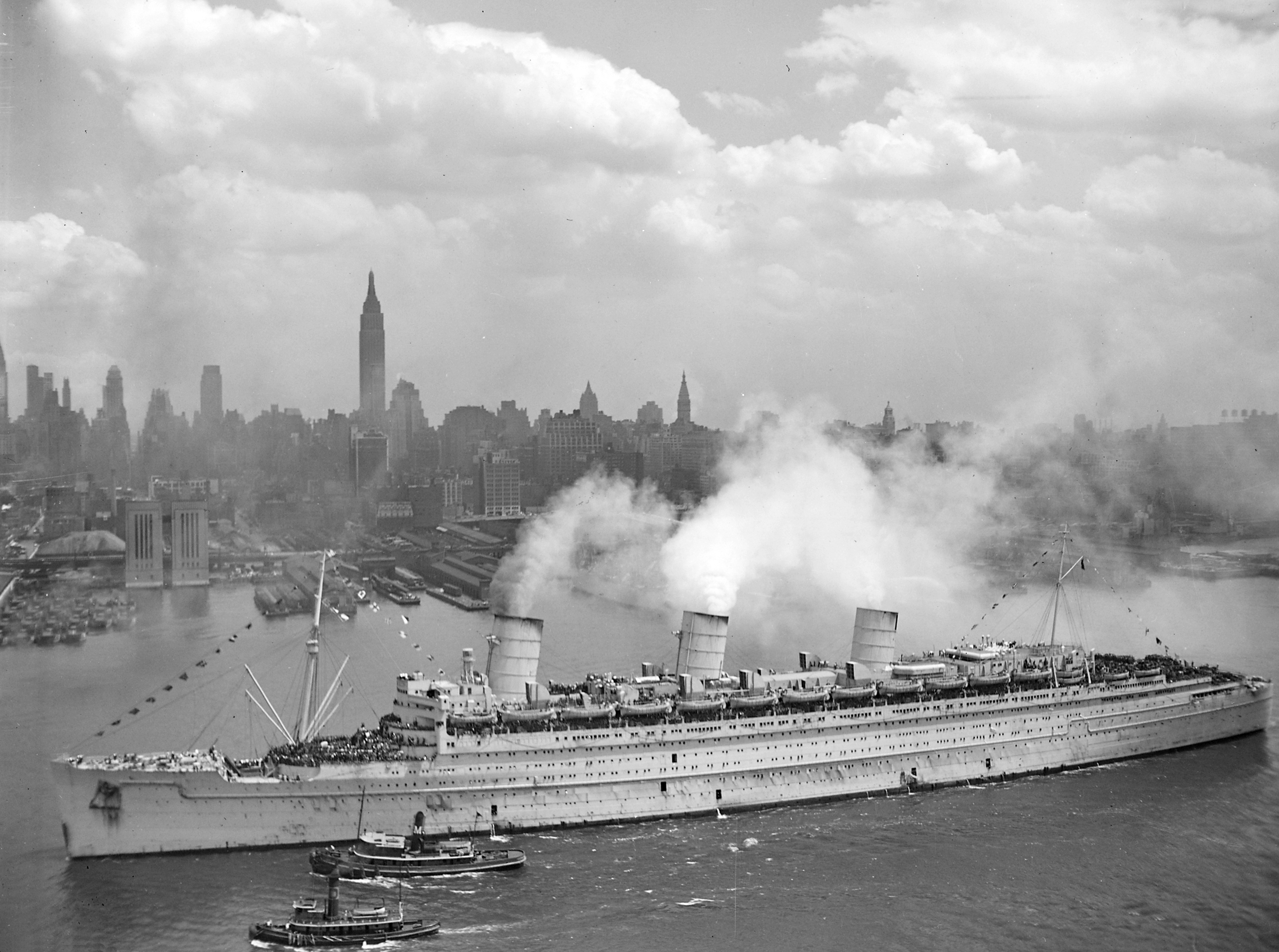
El Queen Mary, reacondicionado para el transporte de tropas, arribando a Nueva York el 20 de junio de 1945

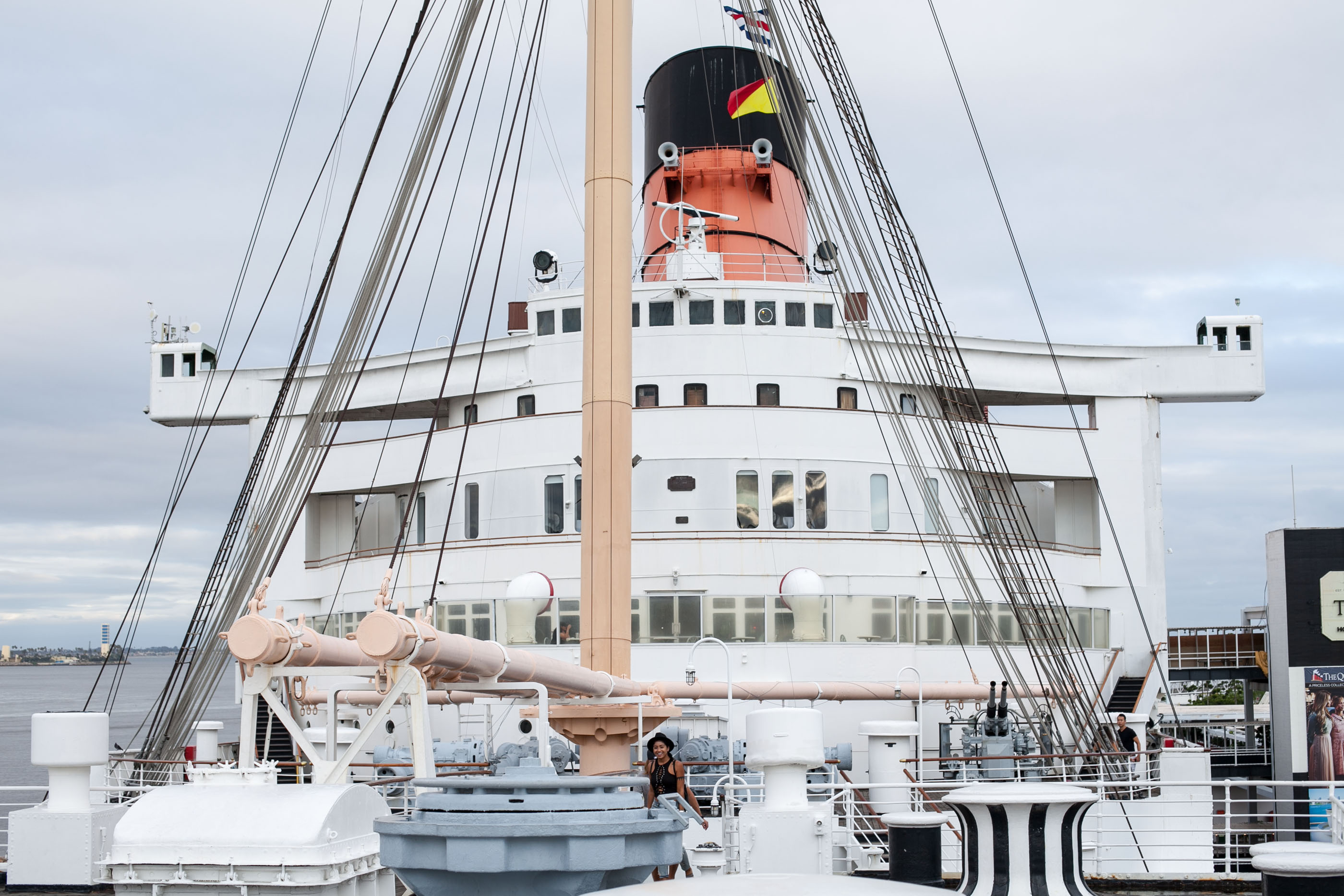
Detalle de la superestructura de proa del Queen Mary, en. Cuando el barco fue destinado finalmente a Long Beach, se incrementó el tamaño de las ventanas del mirador y se colocó un cañón antiaéreo para representar su época como transporte de tropas en la II Guerra Mundial

El 30 de agosto de 1939, con el estallido de la Segunda Guerra Mundial, el buque realizó su último viaje comercial, zarpando de Southampton con rumbo a Nueva York, transportando 44 millones de dólares en lingotes de oro y 2552 pasajeros, entre los que se encontraba el actor Bob Hope y su esposa, Dolores Hope. El navío permaneció amarrado en el puerto neoyorquino hasta finales de año, mientras se decidía el papel que desempeñaría durante el conflicto.
El 7 de marzo de 1940, se unió a su recién terminada nave gemela, el RMS Queen Elizabeth, en compañía del segundo Mauretania y del Normandie, que atracaron en Nueva York para comenzar a cumplir sus funciones militares. El 21 de marzo de 1941, el Queen Mary zarpó con destino a Ciudad del Cabo y Sídney donde se realizarían los trabajos de conversión para transformarlo en buque para el transporte de tropas. Los lujosos decorados fueron retirados y en su lugar se instalaron literas para alojar a los soldados. Se instalaron también piezas de artillería de pequeño calibre, confiándose en su velocidad como arma principal de defensa.
Su primera misión como transporte de tropas tuvo lugar el 4 de mayo de ese año, cuando transportó 5000 efectivos australianos a Clyde y de ahí zarpó a Singapur el 16 de junio. Tras someterse a una revisión rutinaria, pasó el resto del año transportando tropas entre Sídney y la India. El barco entró a dique seco en febrero de 1941 y luego continuó transportando tropas entre Singapur y Suez hasta noviembre de ese año. Debido a que las aguas se ponían muy peligrosas por la amenaza japonesa en el Pacífico y Oriente Medio, fue enviado a Boston para iniciar operaciones en el Atlántico. Nuevamente entró a dique seco, aumentada su capacidad hasta 8500 efectivos y repotenciada su capacidad artillera con armas de mayor calibre y mayor número de antiaéreos. Sin embargo, los planes fueron cambiados y nuevamente fue enviado a Australia. 
En julio de 1942 regresó a Nueva York y en los meses posteriores fue llevado a Clyde y Suez volviendo con un contingente de prisioneros alemanes. Tras ser equipado con nuevas modificaciones, el 2 de agosto de ese mismo año, comenzó a transportar entre 10 000 y 15 000 hombres por travesía.

#### Incidente con el HMS Curacoa

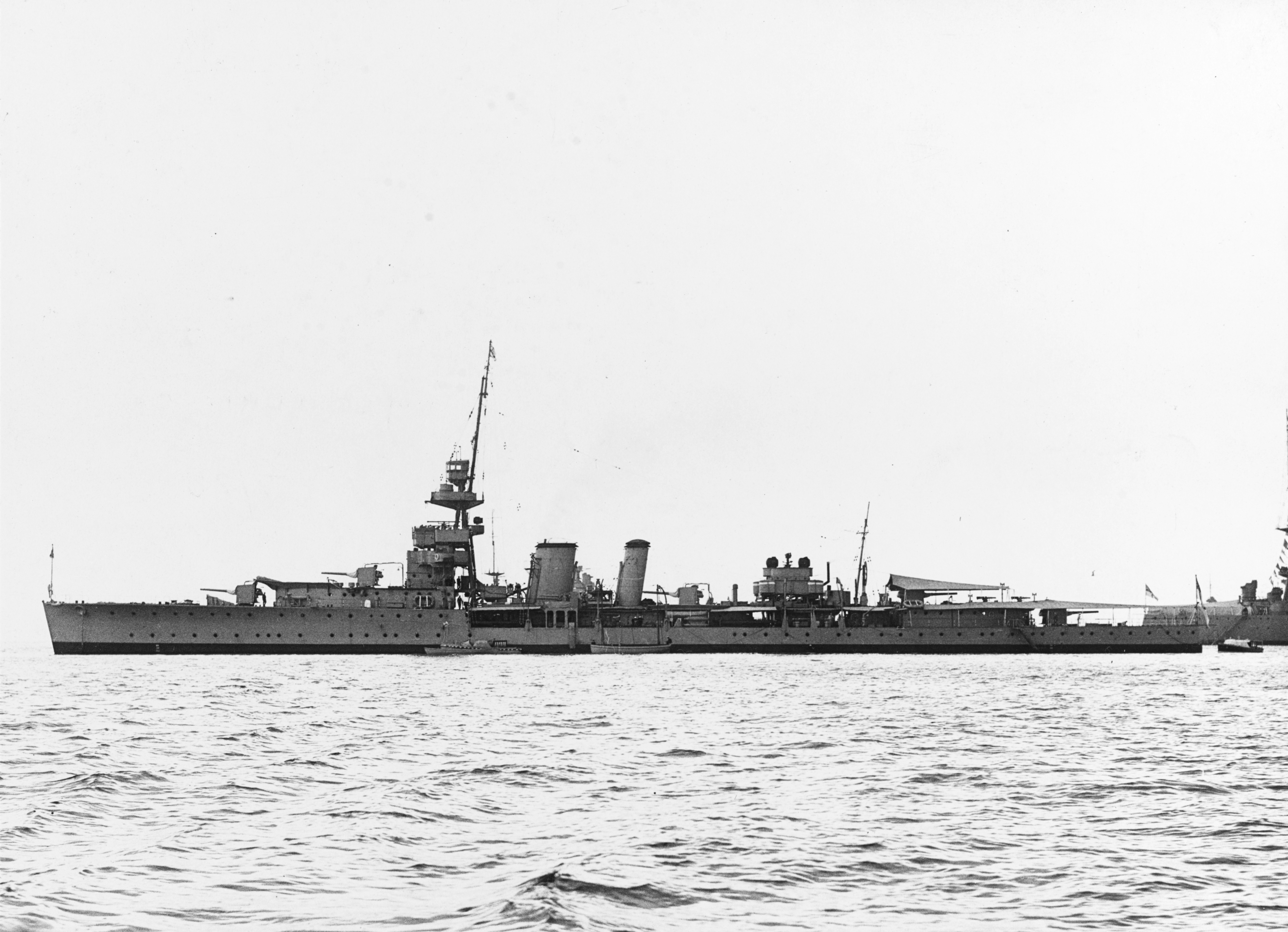
El, buque con el que colisionó el Queen Mary en 1942

El 2 de octubre de 1942, aproximándose al río Clyde, el Queen Mary precisó de escolta, misión que fue encargada al crucero antiaéreo HMS Curacoa, en compañía de 6 destructores. El Queen Mary navegaba a 28 nudos en zig-zag como medida antisubmarina, escoltado muy de cerca por el Curacoa, que navegaba en línea recta y a tan solo 26 nudos, cuando el transatlántico lo sobrepasó, ambos rumbos coincidieron en algún punto, conllevando a una colisión inevitable. 
La proa del Queen Mary tocó la popa del Curacoa cerca del palo de mesana y le abrió un profundo agujero que inundó la sala de máquinas, partiéndolo en dos y hundiéndose rápidamente. De los 430 tripulantes del crucero, solo pudieron rescatarse a 101. No obstante, el Queen Mary, con daños en su proa bajo la línea de flotación, pudo continuar su travesía hasta Clyde reduciendo su velocidad a 10 nudos. Se desató una batalla legal entre la Cunard White Star y el Almirantazgo, terminando en un empate al establecerse que hubo responsabilidad compartida entre los capitanes de ambas naves.

#### Final de la guerra
Desde octubre hasta diciembre de 1942, el buque permaneció en Boston para someterse a reparaciones y, después, regresó a Clyde. El 23 de diciembre zarpó para Ciudad del Cabo, Suez y Sídney transportando tropas británicas a Oriente Medio y tropas australianas de regreso a casa. Regresó a aguas estadounidenses en abril de 1943 atracando en el puerto de Nueva York en el mes de mayo. A partir de entonces su misión fue transportar tropas americanas durante lo que restó del conflicto, en especial moviendo divisiones desde Europa hacia el Pacífico.
A fines de diciembre de 1942, estando a 1.126 km de Escocia y transportando 11.339 pasajeros entre tropa y tripulantes, una ola gigante de 28 m de altura golpeó de lleno al Queen Mary haciendo que el buque escorara brevemente hasta 52°.
Terminada la contienda, continuó repatriando soldados estadounidenses, junto a sus novias y flamantes esposas, de regreso a su país hasta el 3 de mayo de 1946, cuando fue transferido a la ruta entre el Reino Unido y Halifax para conducir a las familias de soldados canadienses de regreso a casa, misión que se extendió hasta septiembre de ese mismo año.
Finalmente, el 27 de septiembre, el Queen Mary fue devuelto a la Cunard White Star Line, tras haber recorrido 600 000 millas y transportado a más de 800 000 personas durante la guerra.

### Carrera posterior

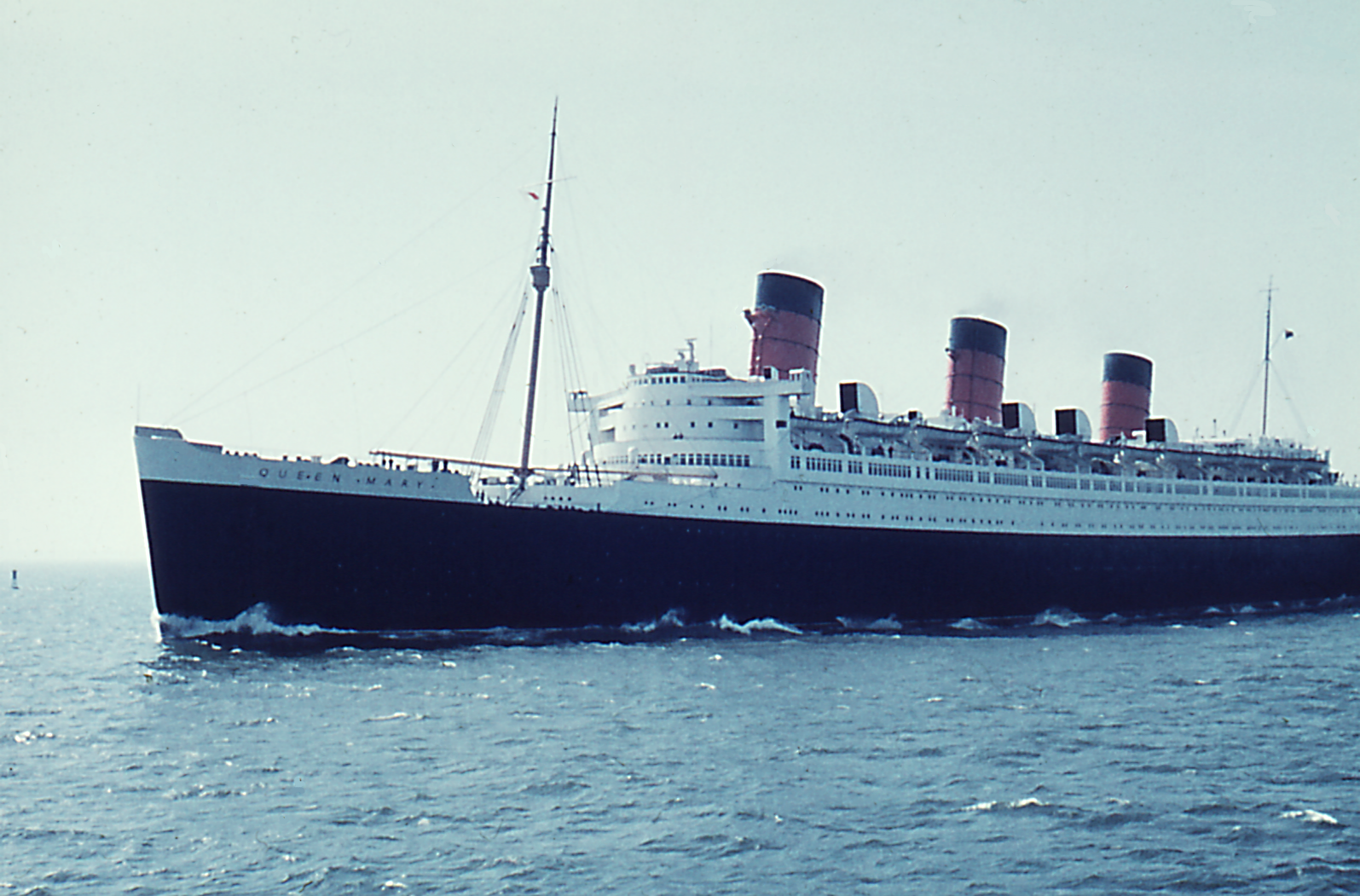
El Queen Mary en el mar del Norte, en 1959

Tras ser devuelto a sus propietarios, el Queen Mary fue llevado a Southampton, donde fue rehabilitado y reequipado nuevamente como transatlántico de línea. Durante los trabajos de restauración, se instalaron turbinas nuevas y se sustituyeron los sistemas de navegación y aire acondicionado. La capacidad de pasajeros fue modificada para alojar a un total de 711 personas en primera clase y 1284 en clase turista. El primer viaje comercial tras la II Guerra Mundial tuvo lugar el 31 de julio de 1947, cubriendo la ruta original entre Southampton y Nueva York. Sin embargo, antes de finalizar el año, el barco se vio envuelto en un nuevo incidente, cuando embarrancó cerca de Cherburgo (Francia).
En diciembre de 1949, la Cunard White Star fue disuelta y volvió a ser la Cunard Line, ya que esta última había adquirido el 38 % de la compañía que le pertenecía a la White Star Line, absorbiendo definitivamente a dicha empresa. 
A lo largo de la década de 1950, el Queen Mary y su gemelo, el Queen Elizabeth, se convirtieron en una importante fuente generadora de ingresos para la Cunard, que se logró situar en muy buena posición en la ruta del Atlántico. En 1952, comenzó a surgir una nueva competencia, cuando el nuevo transatlántico estadounidense SS United States se hizo con la Banda Azul tras superar el récord de velocidad del Queen Mary, cruzando el Atlántico a una velocidad de 35,59 nudos (65,9 km/h), siendo 4,6 nudos (8,51 km/h) más rápido que el navío de Cunard.

### Últimos años en servicio

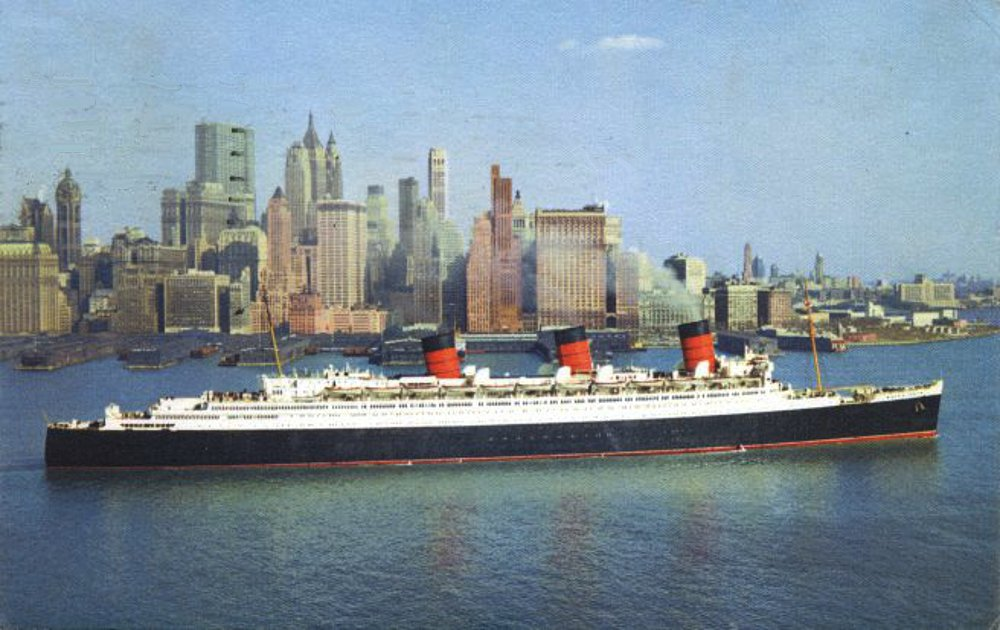
El Queen Mary en el puerto de Nueva York, a principios de los años 1960

A finales de los años 1950, nuevos problemas financieros comenzaron a afectar a las operaciones de la compañía, como consecuencia del cada vez más creciente transporte aéreo. 
Durante 1958, el Queen Mary fue enviado a dique seco para someterse a un mantenimiento rutinario. Sin embargo, para entonces ya existían serias dudas sobre su futuro; aunque todavía, junto con el Queen Elizabeth, tenía un promedio de más de 1000 pasajeros por viaje, el declive del transporte marítimo hacía cada vez más difícil afrontar su mantenimiento, a medida que sus costes de operación iban aumentando.
A principios de los años 1960, Cunard reacondicionó ambos buques con la intención de destinarlos al servicio de cruceros, en un intento de ganar rentabilidad. En este contexto, en diciembre de 1963, el Queen Mary fue asignado a la ruta de cruceros con destino a las Islas Canarias, travesía que realizó hasta 1965. En ese mismo año, la empresa había puesto a toda su flota en servicio, con el objetivo de financiar la construcción del RMS Queen Elizabeth 2, un transatlántico más pequeño y económico que reemplazara a los antiguos Queens.
En mayo de 1966, no obstante, la Cunard Line se enfrentó a una huelga laboral que le costó 4 000 000 £ y selló el destino del barco. Realizó su último crucero el 16 de septiembre de 1967, tras el cual, Cunard anunció la venta de la nave a la ciudad de Long Beach, en California, por 1 230 000 £, descartando la otra oferta propuesta por una empresa desguazadora de Japón.
El viaje final a California fue convertido en un tour para recolectar fondos para el financiamiento de la compra. Salió de Southampton con rumbo a Lisboa, Las Palmas, Río de Janeiro, Valparaíso, Callao, Balboa, Acapulco y finalmente atracó en Long Beach el 9 de diciembre para comenzar su nuevo papel como barco museo, hotel flotante y centro de conferencias; funciones que desempeña actualmente.
Al año siguiente, en octubre de 1968, el Queen Elizabeth también fue retirado del servicio, mientras que el Queen Elizabeth 2 se incorporó a la flota de Cunard en 1969.

## Amarre en Long Beach y uso en la actualidad

### Proceso de conversión

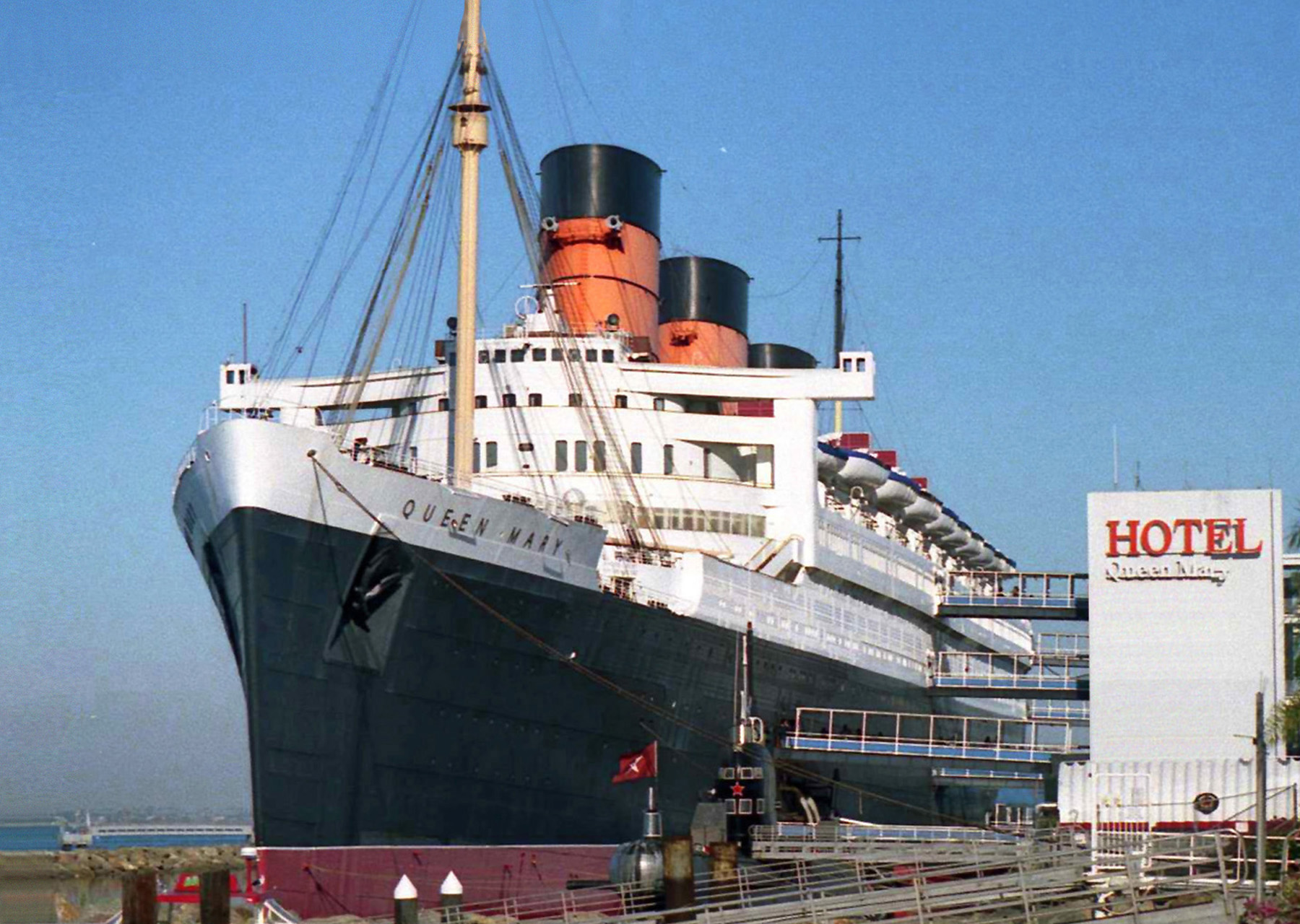
Vista del Queen Mary en Long Beach, anclado como museo y hotel flotante, con pasarelas permanentes en su costado para permitir el acceso a su interior

Cuando el Queen Mary fue comprado por Long Beach, sus nuevos propietarios decidieron conservarlo no como un transatlántico, sino como una atracción turística y hotel. Se decidió eliminar casi todas las áreas del buque por debajo de la cubierta C (llamada cubierta R después de 1950, para disminuir la confusión de pasajeros, ya que los restaurantes se encontraban en la cubierta "R") para proporcionar espacio para el nuevo museo dedicado a Jacques Cousteau. Esto incrementó el espacio del museo a 400 000 pies cuadrados (37 161,2 m²).
Se requirió la eliminación de todas las salas de calderas, la sala de motores delantera, los dos grupos turbo-generadores, los estabilizadores del barco, y la planta de tratamiento del agua. Los tanques de combustible vacíos del buque fueron llenados de barro para mantener el centro de gravedad del buque y el calado en los niveles correctos, ya que estos factores críticos habían sido afectados por la eliminación de los diversos componentes y estructuras. Solo la sala de máquinas de popa y los espacios de las hélices, en la popa de la nave, se salvarían. El espacio restante se utilizaría para almacenamiento o como espacio de oficinas.
Un problema que surgió durante la conversión fue una disputa entre sindicatos terrestres y marítimos acerca de quien debería realizar los trabajos de conversión. La Guardia Costera Estadounidense tuvo la última palabra. El Queen Mary se consideró un edificio, ya que la mayoría de sus hélices se habían retirado y la mayor parte de su maquinaria había sido desinstalada. La línea de flotación también fue repintada con pintura roja que indicaba su nivel de agua a una altura ligeramente más alta que antes. Durante la conversión se eliminaron las chimeneas, ya que se necesitaba este espacio para retirar los materiales desechados de las máquinas y de las calderas. Los trabajadores encontraron que las chimeneas originales se habían degradado significativamente, por lo que fueron reemplazadas por réplicas.
Con todas las cubiertas inferiores casi destripadas, Diners Club, el arrendatario inicial del buque, convirtió el espacio restante en un hotel. Diners Club Queen Mary fue disuelta y dejó vacante el barco en 1970 después de que su empresa matriz, Diners Club International, fuera vendida y se produjera un cambio en la dirección corporativa durante el proceso de conversión. Specialty Restaurants, una empresa con sede en Los Ángeles que se centraba en restaurantes temáticos, se hizo cargo como arrendatario principal al año siguiente.

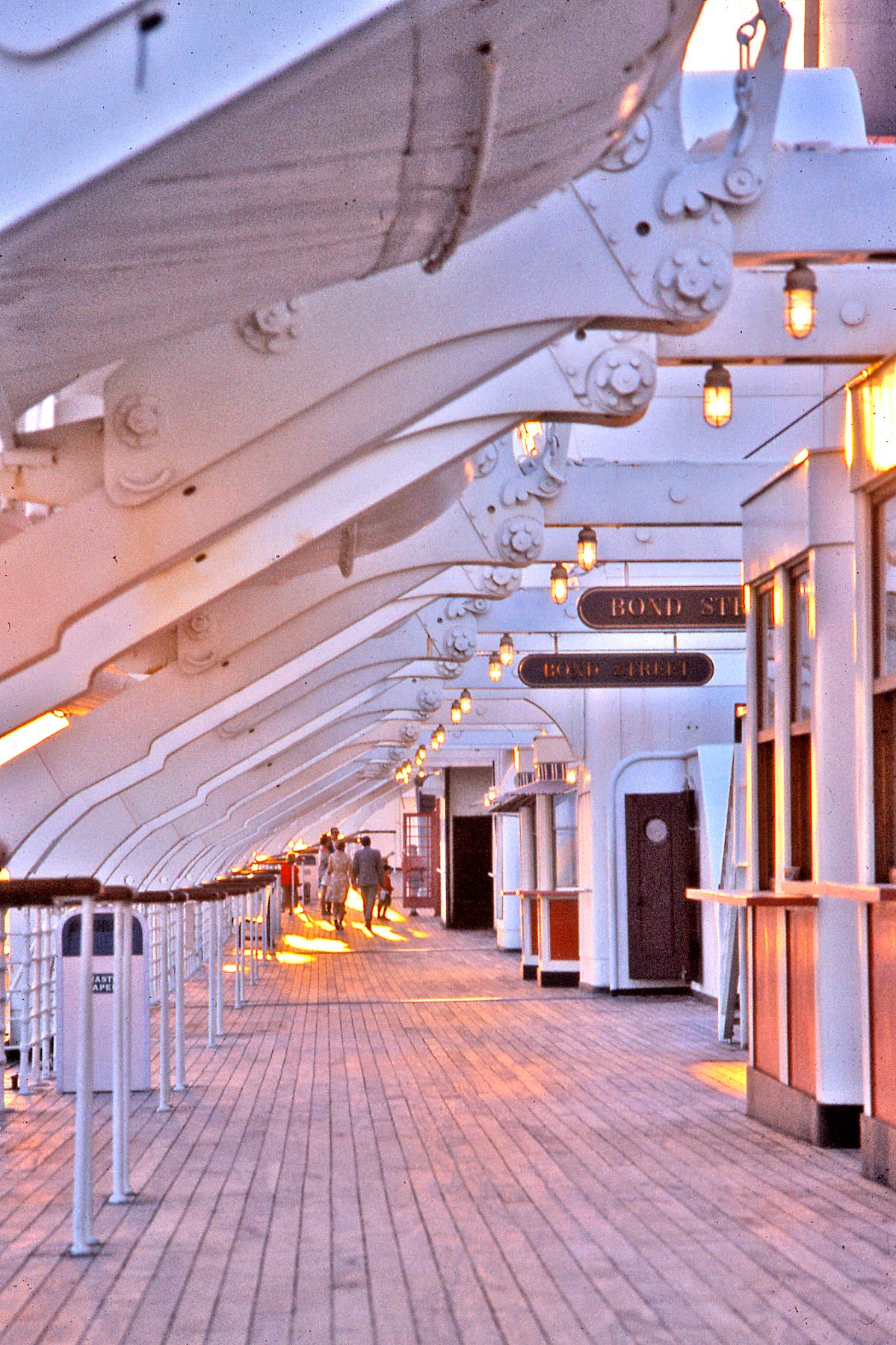
Cubierta de paseo de estribor del Queen Mary, fotografiada, en 1972

Este segundo plan se basó en la conversión de la mayoría de sus cabinas de primera clase y de clase cabina de las cubiertas A y B en habitaciones de hotel, y la conversión de los principales salones y comedores en espacios de banquetes. En la cubierta de paseo, el paseo de estribor se cerró para ofrecer un exclusivo restaurante y una cafetería llamada "Lord Nelson & Lady Hamilton's"; decorado de forma temática al estilo de los barcos de vela de comienzos del siglo XIX. El famoso y elegante puente de observación fue redecorado como un bar con temática del Lejano Oeste.
Las áreas públicas de menor tamaño en primera clase, como la sala de lectura, la biblioteca y el estudio musical, serían despojados de la mayor parte de su decoración y remodeladas para uso comercial, lo que permitiría expandir los espacios comunes del barco. Se instalaron dos tiendas más en la cubierta de paseo, en espacios independientes previamente dedicados a camarotes de primera clase y alojamientos de la tripulación.
Uno de los espacios posteriores a la II Guerra Mundial, la sala de cine de primera clase, fue eliminada con el objetivo de ganar espacio para las dependencias de cocina de los nuevos restaurantes de la cubierta de paseo. El salón de primera clase y la sala de fumadores fueron reconfigurados y convertidos en salas para banquetes. La sala de fumadores de la clase cabina fue subdividida en una capilla para bodas y un espacio para oficinas. En la cubierta de paseo, el elegante restaurante Verandah Grill sería eliminado y convertido en un establecimiento de comida rápida, mientras que un nuevo restaurante sería creado justo encima en la cubierta deportiva, en un espacio anteriormente dedicado a las cabinas de los oficiales.
Los salones de clase cabina fueron expandidos a los lados del barco y usados para la celebración de banquetes. En la cubierta R, el salón de primera clase fue reconfigurado y subdividido en dos zonas para banquetes, el Royal Salon y la Windsor Room. El restaurante de clase cabina fue a su vez subdividido para poder ser empleado como zona de almacenamiento de las cocinas y un salón para los empleados, mientras que el restaurante de clase turista fue empleado inicialmente para almacenaje y espacio de la tripulación.
También en la cubierta R, el complejo de baños turcos de primera clase, el equivalente a un spa en la década de 1930 fue retirado. La piscina de clase cabina fue también eliminada y su espacio fue empleado para oficinas, mientras que la piscina de primera clase fue utilizada para los huéspedes del hotel. Remodelada para cumplir con los códigos de seguridad y la integridad estructural del área inmediatamente inferior, la piscina, no obstante, ya no está en uso actualmente. Ningún camarote de la tripulación ha llegado intacto hasta nuestros días.

### Atracción turística y hotel flotante
El 8 de mayo de 1971, el Queen Mary abrió sus puertas a los turistas. Inicialmente, solo algunas porciones del barco eran visitables, ya que Specialty Restaurants todavía no había abiertos sus restaurantes y Pacific Southwest Airlines (PSA) no había completado los trabajos de conversión de los camarotes de primera clase en habitaciones de hotel. Como resultado, el barco solo abría los fines de semana. El 11 de diciembre de 1971, se abrió el museo de Jacques Cousteau, con solo un cuarto de las exhibiciones totales previstas. A lo largo de la década, el museo cerró debido a las bajas ventas de entradas y la muerte de muchos de los peces del museo. El 2 de noviembre de 1972 el hotel de PSA abrió las primeras 150 habitaciones para invitados. Dos años después, con cerca de 400 habitaciones completadas, PSA invitó al complejo hotelero Hyatt para que se hiciera cargo del hotel. Gestionó el recinto entre 1974 y 1980, como el Queen Mary Hyatt Hotel.
Para 1980, era aparente que el sistema de gestión existente no estaba funcionando. El barco hacía perder millones cada año a la ciudad, ya que el hotel, los restaurantes y el museo eran gestionados por tres concesionarias diferentes, mientras que la ciudad poseía el barco y operaba las visitas guiadas. Se decidió entonces que se necesitaba un operador con mayor experiencia en atracciones.
Jack Wrather, un millonario local, se había enamorado del barco debido a que él y su mujer, la actriz Bonita Granville, guardaban muy buen recuerdo de su estancia en el buque durante numerosas travesías. Wrather firmó un acuerdo de cesión por 66 años con la ciudad de Long Beach para operar el barco en su conjunto. Supervisó la exposición del Spruce Goose, mediante un préstamo a largo plazo. El inmenso avión, que había permanecido en un hangar de Long Beach durante décadas sin estar expuesto al público, fue instalado en una gran cúpula geodésica adyacente al transatlántico en 1983, atrayendo un número cada vez mayor de turistas.
Su empresa Wrather Port Properties operó el conjunto desde su muerte en 1984 hasta 1988, cuando sus propiedades fueron compradas por la Walt Disney Company. Wrather había construido el Disneyland Hotel en California en 1955, cuando Walt Disney no disponía de suficientes fondos para construir el complejo hotelero por sí mismo. Disney había intentado comprar el hotel durante 30 años. Cuando finalmente tuvieron éxito, adquirieron también el Queen Mary. No obstante, nunca se exhibió como propiedad de Disney.

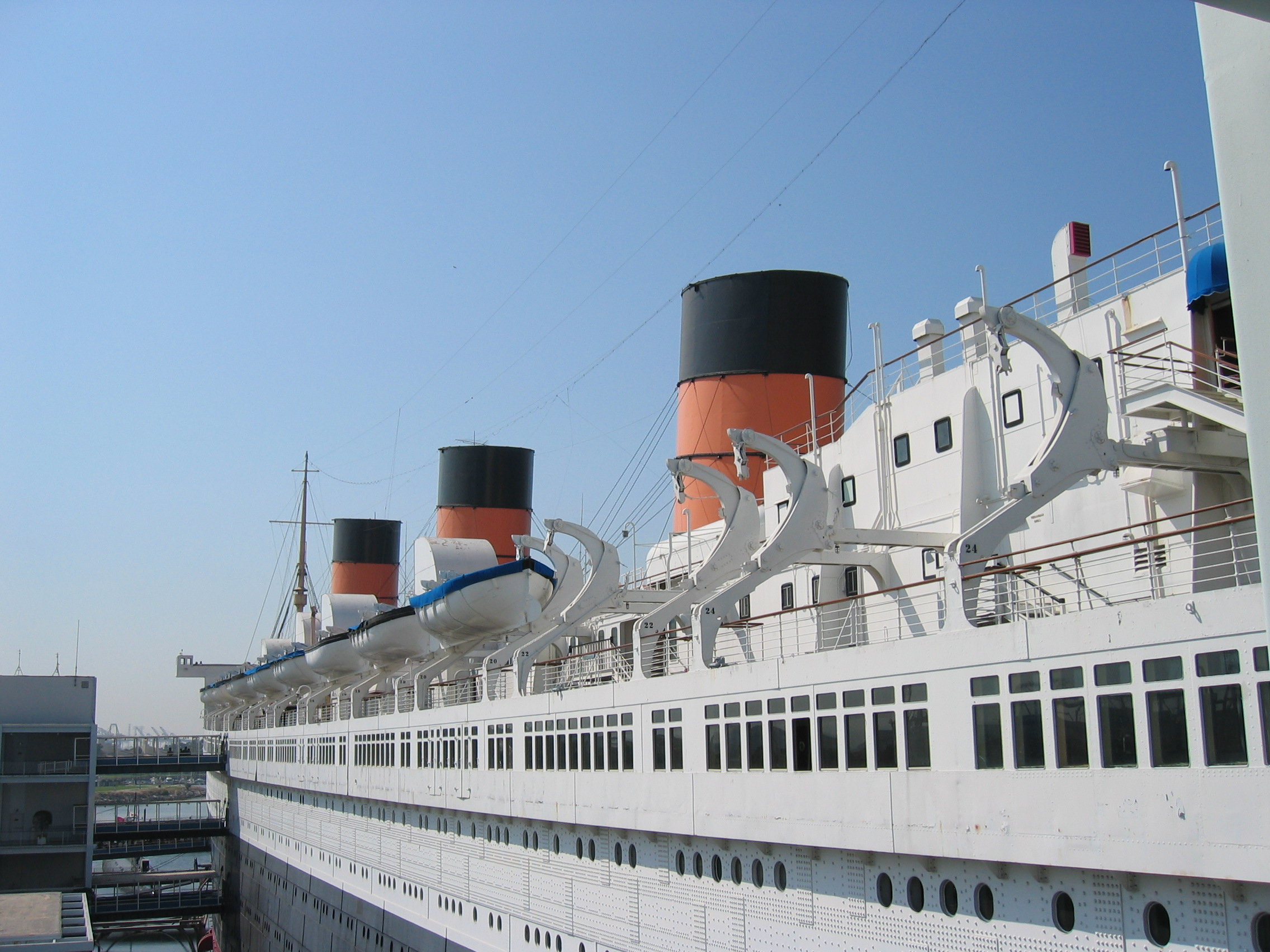
Costado del Queen Mary, en 2005

Durante finales de la década de 1980 y comienzos de la década de 1990, el Queen Mary afrontó problemas financieros. Disney confiaba sus esperanzas en convertir la atracción en una parte más de Port Disney, un resort planeado en el puerto adyacente. Incluiría un parque temático conocido como DisneySea, ambientado en torno al tema de los océanos mundiales. Los planes finalmente no salieron adelante; en 1992, Disney abandonó la cesión del barco para centrarse en la construcción de lo que se convertiría en Disney California Adventure Park. El concepto de DisneySea fue reciclado una década más tarde en Japón como Tokyo DisneySea, con la recreación de un transatlántico de aspecto semejante al Queen Mary, bautizado como SS Columbia, como la pieza fundamental del área American Waterfront.
Tras el abandono de Disney, el Queen Mary cerró sus puertas el 30 de septiembre de 1992. Los propietarios del Spruce Goose, el Aero Club del sur de California, vendió el avión al Evergreen Aviation & Space Museum en Oregón. Salió empaquetado el 2 de octubre de ese año, dejando vacía la gran cúpula. Las atracciones turísticas del Queen Mary permanecieron abiertas dos meses más, pero el 31 de diciembre, el barco cerró completamente sus puertas a los turistas.
El 5 de febrero de 1993, RMS Foundation, Inc firmó una cesión de cinco años con la ciudad de Long Beach para poder operar como el operador del complejo. La fundación estaba dirigida por el presidente y C.E.O. Joseph F. Prevratil, que había gestionado la atracción bajo el mando de Wrather. El 26 de febrero de ese año, la atracción turística reabrió de forma completa, mientras que el hotel reabrió parcialmente el 5 de marzo contando con 125 habitaciones y los espacios para banquetes, mientras que el resto de las habitaciones se reabrieron el 30 de abril. En 1995, la cesión a RMS Foundation fue extendida durante 20 años, mientras que el alcance de la cesión era reducido a la operación del barco. Una nueva compañía, Queen's Seaport Development, Inc. (QSDI), se estableció para controlar las propiedades adyacentes al barco. En 1998, la ciudad de Long Beach extendió la cesión a QSDI hasta los 66 años.
En 2004, Queen Mary y Stargazer Productions añadieron un espacio llamado Tibbies Great American Cabaret en el lugar ocupado previamente por el banco de transatlántico y la sala de radiotelegrafía. El espacio fue transformado en un teatro completo, con escenario, luces, sonido y trastienda.

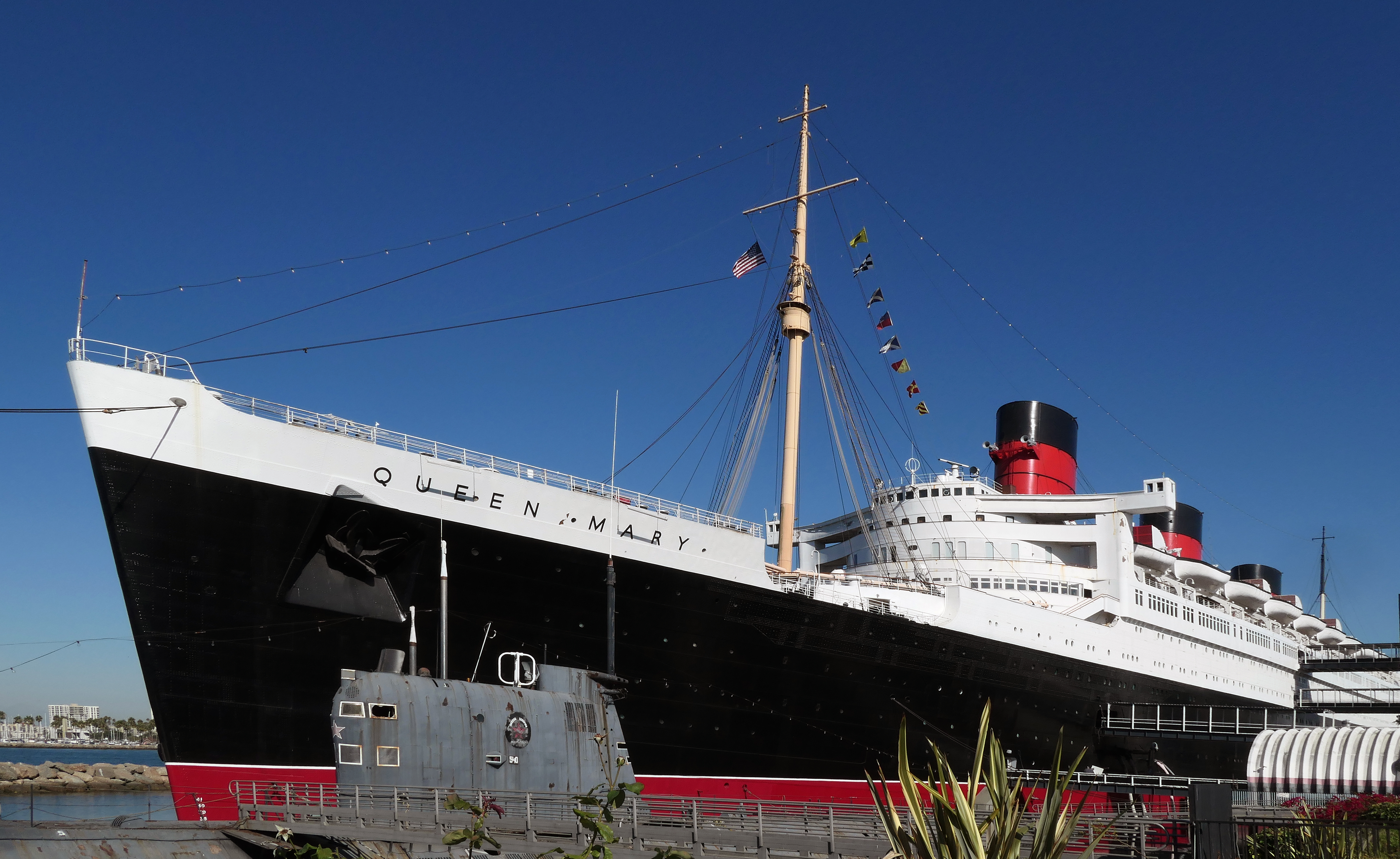
El Queen Mary fotografiado junto al submarino soviético Scorpion (en primer plano), a principios de

En 2005, QSDI solicitó protección judicial debido a una disputa crediticia con la ciudad. En 2006, la corte determinó la bancarrota y solicitó la presentación de ofertas interesadas en retomar la cesión realizada a QSDI. La puja mínima de entrada se situó en los 41 millones de dólares. La operación del barco, realizada por la RMS Foundation, mientras tanto no se vio afectada por la situación de bancarrota. En el verano de 2007, la cesión del Queen Mary fue vendida a un grupo denominado "Save the Queen" ("Salvar al Queen") gestionado por el Hostmark Hospitality Group.
Dicho grupo planeaba desarrollar el área adyacente al Queen Mary, y actualizar, renovar y restaurar el barco. Durante su gestión, las habitaciones fueron actualizadas con estaciones iPod y televisores de pantalla plana, y las tres chimeneas del barco y la pintura del casco sobre el nivel del mar fueron repintadas. Las planchas de la cubierta de paseo del lado de babor fueron restauradas y finalizadas. Muchos botes salvavidas fueron repintados y parcheados, y las cocinas del barco fueron renovadas con nuevo equipamiento.
A finales de septiembre de 2009, la gestión del Queen Mary fue retomada por Delaware North Companies, que planeó continuar con la restauración y la renovación del barco y sus propiedades. Estaban determinados a revitalizar y ampliar el navío como atracción turística. Pero en abril de 2011, la ciudad de Long Beach fue informada de que Delaware North no se iba a hacer cargo finalmente de la gestión. Garrison Investment Group afirmó entonces que la decisión estaba basada únicamente en el negocio. Delaware North todavía gestiona el submarino soviético Scorpion, que ha constituido una atracción turística situada justo al lado del Queen Mary desde 1998.
Una nueva empresa, Evolution Hospitality, LLC. asumió la gestión operativa del Queen Mary el 23 de septiembre de 2011, mientras que Garrison Investments cedía el leasing del barco.
En 2016, Urban Commons, una compañía de gestión de propiedades, asumió la cesión del Queen Mary. Revelaron planes para renovar de forma extensiva el transatlántico durante el siguiente año, así como de desarrollar de nuevo la superficie adyacente de aparcamiento y hotel, restaurantes, anfiteatro, sendas de jogging y bicicletas, y posiblemente una gran noria, todo por un coste de hasta 250 millones de dólares.

### Reencuentro entre los Queens de Cunard

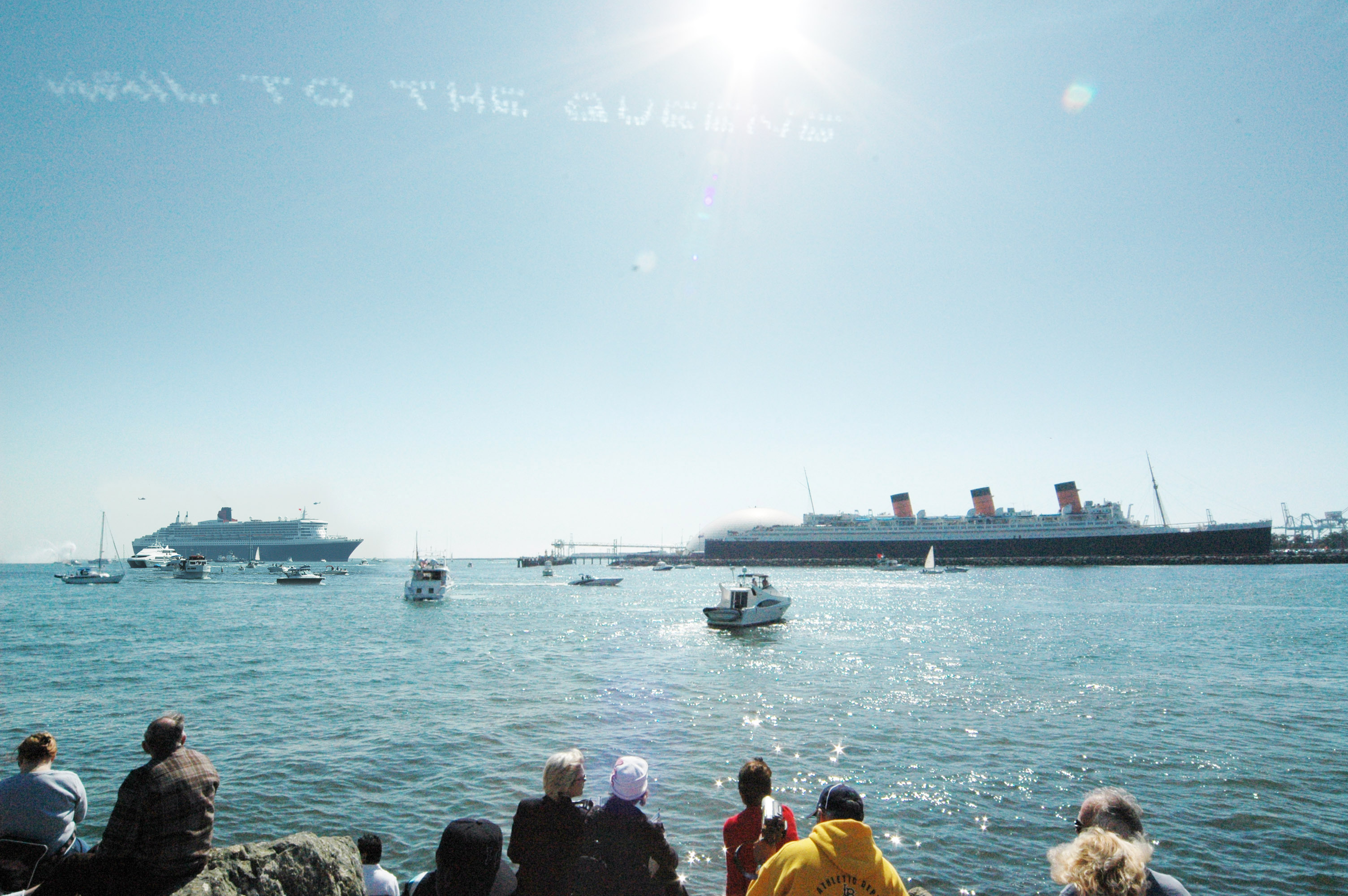
El Queen Mary junto al en Long Beach, mientras una avioneta forma en el cielo la frase "Hail to the Queens ("Bienvenida a los Queens")

El 23 de febrero de 2006, el buque insignia de la Cunard Line, el RMS Queen Mary 2, permaneció junto a su antecesor durante una visita al puerto de Los Ángeles, durante un crucero a México.
El Queen Mary disponía originalmente de tres silbatos, y en la actualidad conserva solo uno, con el cual el navío pudo saludar a su sucesor, mientras que el Queen Mary 2 respondió tocando sus dos nuevos silbatos, en combinación con uno original del Queen Mary (obsequiado por la ciudad de Long Beach), que funcionaban en la frecuencia de 55 Hz, elegida porque era lo suficientemente baja para que el extremadamente elevado sonido no fuera dañino a oídos humanos.
No obstante, las regulaciones internacionales modernas especifican que la frecuencia de los silbatos debe situarse en el rango de 70–200 Hz para embarcaciones con una envergadura superior a los 200 metros. Tradicionalmente, a menor frecuencia, más grande era el barco. 
El Queen Mary 2, con 345 metros de largo, fue asignado con la frecuencia más baja posible, junto con el silbato original del Queen Mary, de 55 Hz, que puede ser escuchado a más de 10 millas de distancia.
En marzo de 2011, el Queen Mary recibió la visita del MS Queen Victoria, a quien pudo saludar nuevamente con su único silbato activo, mientras se desarrollaba un espectáculo de fuegos artificiales. Dos años después, 12 de marzo de 2013, el antiguo transatlántico también pudo saludar al nuevo buque de cruceros de Cunard, el MS Queen Elizabeth, durante una ceremonia similar.

### Sala de radiotelegrafía

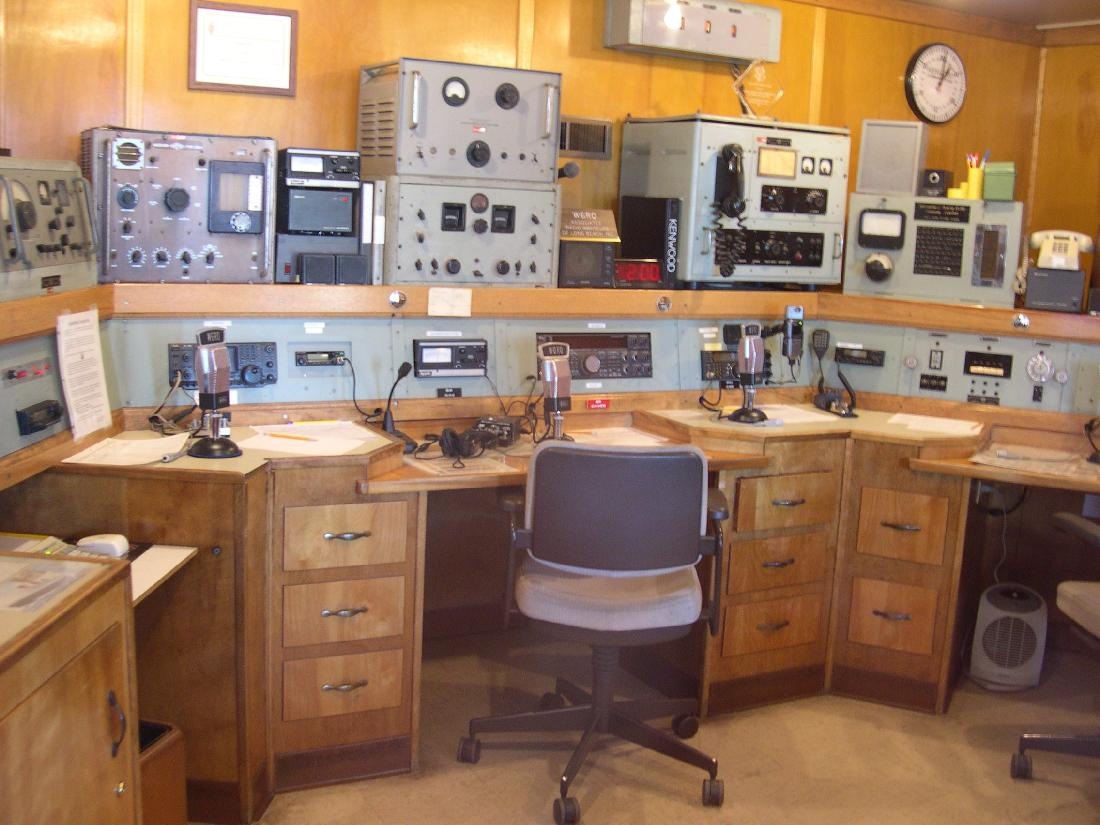
La sala de radiotelegrafía del Queen Mary

La sala de radiotelegrafía original del Queen Mary, fue retirada cuando el barco se encontraba en Long Beach. En su lugar, se instaló una sala de radio amateur, una cubierta por encima de donde estaba situada la original, utilizando también algunos de los equipos originales como exhibición. La radio amateur, con el nombre de W6RO ("Whiskey Six Romeo Oscar"), es utilizada por voluntarios de un club de radio amateur cercano. Manejan el aparato de radio durante buena parte del día, mientras el barco permanece abierto al público, y las radios pueden ser usadas también por otros radioaficionados.
En honor por los más de 40 años de dedicación de la estación W6RO y el Queen Mary, en noviembre de 2007 la sala de radiotelegrafía fue rebautizada como la Nate Brightman Radio Room. Este hecho fue anunciado el 28 de octubre de 2007 por Joseph Prevratil, antiguo presidente y director ejecutivo del Queen Mary, en la fiesta del 90.º cumpleaños de Brightman.

## El mito del «barco encantado»
Tras el amarre permanente del Queen Mary en California, comenzó a rumorearse que el barco estaba encantado. Desde la década de 1980, este supuesto encantamiento ha sido promocionado en las campañas de publicidad del barco, incluyendo varias atracciones y tours que presentan el tema a los visitantes. El barco fue de hecho clasificado como "uno de los 10 lugares más encantados de América" por la revista Time en 2008.
En concreto, se alega que el camarote B-340 (antiguamente camarote B-326, previo a la remodelación posterior a la II Guerra Mundial) está encantado por el espíritu de una persona que fue asesinada allí. Algunas personas han informado haber escuchado sonidos de niños jugando en la guardería del barco. Otros supuestos fantasmas incluyen a un marinero que murió accidentalmente en la sala de motores, la tripulación del HMS Curacoa, que murió cuando el Queen Mary colisionó con dicha embarcación, y una "dama de blanco" no identificada. Se ha publicado al menos un libro al respecto, incluyendo estos casos.
Se sabe de al menos 49 pasajeros y tripulación que murieron mientras el Queen Mary estaba en servicio como transatlántico. Aunque algunos casos se presentan como los fantasmas de víctimas ahogadas, en el diario del barco no figura ningún caso de pasajeros que se ahogaran durante alguna travesía. Aproximadamente el 75 % de las muertes corresponden a miembros de la tripulación, siendo el resto de pasajeros. Se desconoce, no obstante, el número exacto de personas, soldados o prisioneros de guerra que murieron en el Queen Mary durante su uso como transporte de tropas en la II Guerra Mundial.
El investigador escéptico John Champion escribió en la revista Skeptical Inquirer que entiende por qué la gente persiste en la creencia de que el Queen Mary está encantado, aunque toda la evidencia que pueden proporcionar son anécdotas, sensaciones extrañas y sombras. A los turistas que se inscriben en el «tour encantado» se les ofrece acceso a una mayor parte del buque que generalmente no es mostrada, mientras que los tours convencionales que describen simplemente la historia del barco son más limitados. Champion cree que los dueños no están prestando un verdadero servicio a la historia real del buque, ni a la gente que debería ser honrada "recordando quiénes fueron y qué hicieron en realidad". 
Entiende que la gente afirme haber visto u oído cosas extrañas, ya que el barco todavía cruje, y la imaginación de la gente puede tomar sucesos convencionales como estos de forma que crean haber experimentado u oído todo tipo de cosas, atribuyéndolo a algo paranormal por estar predispuestos a ello. "Las historias de fantasmas están bien", concluye Champion "cuando se presentan como tal. La confusión de la ciencia y la historia con la ficción... nos aleja de la habilidad para disfrutar y explorar de verdad nuestra propia historia reciente".

## El Queen Mary en el cine
En la década de 1970, el Queen Mary desempeñó el papel del SS Poseidon en la película del director Irwin Allen La aventura del Poseidón, película que fue ganadora del Óscar por efectos visuales.
El Queen Mary apareció en el filme Pearl Harbor de 2001, donde aparecen Ben Affleck y Kate Beckinsale en una escena de romance, y en la película Titanic II en algunas de las escenas donde el barco está amarrado en el puerto. También apareció en dos películas de terror; Titanic 666 y La maldición del Queen Mary.

## Perfil del Queen Mary

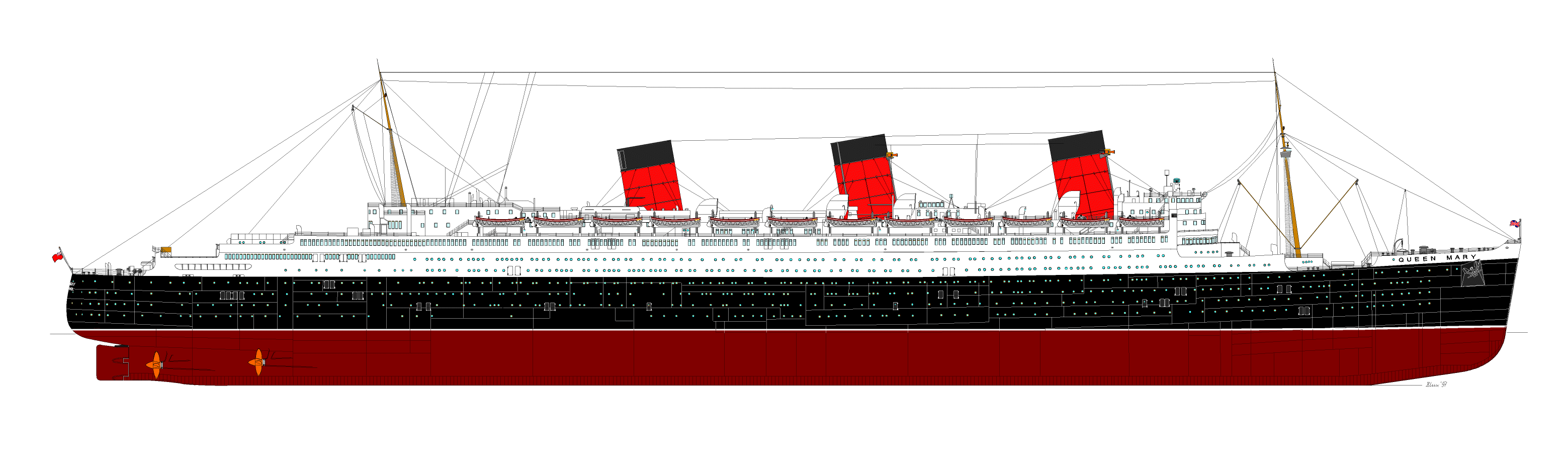
Perfil del RMS Queen Mary en 1936